# Europsko prvenstvo u rukometu za žene – Austrija, Mađarska i Švicarska 2024.
Europsko prvenstvo u rukometu za žene 2024. održava se u Austriji, Mađarskoj i Švicarskoj od 28. studenog do 15. prosinca 2024. Ovo je prvi turnir na kojem nastupaju 24 ekipe. Norveška je dvostruki branitelj naslova.

## Izbor domaćina
Dvije zemlje koje su se isprva prijavile za domaćinstvo turnira bile su: Sjeverna Makedonija i Rusija, ali u rujnu 2017. samo je kandidatura Rusije zadržana prije nego što je i ona odbijena u veljači 2018. Dana 20. lipnja 2018. EHF glasa za odgodu određivanja zemlje domaćina.
U travnju 2019. EHF je otvorio drugu fazu prijava i tri prijave (uključujući ponovno Rusiju) objavljene su 20. rujna 2019.:
- Austrija, Mađarska i Švicarska;
- Češka, Poljska i Slovačka;
- Rusija.

Tijekom izvanrednog kongresa EHF-a 25. siječnja 2020. u Stockholmu, zajednička kandidatura Austrije, Mađarske i Švicarske dobila je organizaciju u drugom krugu s 28 glasova prema 21 za Češku, Poljsku i Slovačku.

## Gradovi domaćini
Prvi krug po skupinama igra se u Debrecenu, Baselu i Innsbrucku. Drugi krug po skupinama igra se u Debrecenu i Beču, a završna faza u Beču u sportskoj dvorani Wiener Stadthalle.

### Dvorane
| Innsbruck, Austrija               | Debrecen, Mađarska                  |
| --------------------------------- | ----------------------------------- |
| Olympiahalle Kapacitet: 8.000     | Főnix Hall Kapacitet: 6.500         |
|                                   |                                     |
| Basel, Švicarska                  | Beč, Austrija                       |
| St. Jakobshalle Kapacitet: 12.400 | Wiener Stadthalle Kapacitet: 12.000 |
|                                   |                                     |

## Ždrijeb
Ždrijeb je održan 18. travnja 2024. u Budimpešti.
| Prvi šešir                                                         | Drugi šešir                                                           | Treći šešir                                                     | Četvrti šešir                                                   |
| ------------------------------------------------------------------ | --------------------------------------------------------------------- | --------------------------------------------------------------- | --------------------------------------------------------------- |
| - Norveška - Danska - Francuska - Crna Gora - Nizozemska - Švedska | - Rumunjska - Švicarska - Mađarska - Austrija - Njemačka - Španjolska | - Slovenija - Poljska - Island - Hrvatska - Srbija - Makedonija | - Češka - Ukrajina - Turska - Ovčji Otoci - Portugal - Slovačka |

## Hrvatska reprezentacija
Izbornik: Ivica Obrvan. Igračice: Lucija Bešen, Nikolina Kragulj, Paula Posavec, Tina Barišić, Iva Zrilić, Sara Šenvald, Stela Posavec, Dejana Milosavljević, Ivana Kapitanović, Katarina Ježić, Katarina Pavlović, Mia Brkić, Josipa Mamić, Katja Vuković, Tena Petika, Klara Birtić, Iva Bule i Kristina Prkačin.